# امانوئل اسپینوزی
امانوئل اسپینوزی (ایتالیایی: Emanuele Spinozzi؛ زادهٔ ۲۳ ژوئیهٔ ۱۹۹۸) بازیکن فوتبال اهل ایتالیا است.

## باشگاهی
از باشگاه‌هایی که در آن بازی کرده‌است می‌توان به باشگاه فوتبال آ.اس. رم اشاره کرد.

## تیم ملی
وی همچنین در تیم‌های ملی فوتبال زیر ۱۶ سال ایتالیا و زیر ۱۸ سال ایتالیا بازی کرده‌است.